# Бобылевское муниципальное образование (Саратовская область)
Бобылевское муниципальное образование —  упразднённое сельское поселение в Романовском районе Саратовской области Российской Федерации.
Административный центр — село Бобылевка.

## История
Статус и границы Осиновского сельского поселения установлены Законом Саратовской области от 27 декабря 2004 года № 102-ЗСО «О муниципальных образованиях, входящих в состав Романовского муниципального района».
В 2006 году Осиновское муниципальное образование переименовано в Бобылевское муниципальное образование, а административный центр перенесён из села Осиновка в село Бобылевку.
В 2023 году Бобылевское муниципальное образование упразднено путём его объединения с Усть-Щербединским муниципальным образованием.

## Население
| 2010 | 2011 | 2012 | 2013 | 2014 | 2015 | 2016 |
| ---- | ---- | ---- | ---- | ---- | ---- | ---- |
| 946  | ↘940 | ↘910 | ↘909 | ↘872 | ↘863 | ↘824 |
| 2017 | 2018 | 2019 | 2020 | 2021 | 2024 |      |
| ↘818 | ↘771 | ↘750 | ↘716 | ↘674 | ↘625 |      |

## Состав сельского поселения
| № | Населённый пункт | Тип населённого пункта       | Население |
| - | ---------------- | ---------------------------- | --------- |
| 1 | Бобылевка        | село, административный центр | ↘543      |
| 2 | Борецк           | посёлок                      | ↘90       |
| 3 | Константиновский | посёлок                      | 0         |
| 4 | Осиновка         | село                         | ↘313      |